# 스키터
《스키터》(Skeeter)는 미국에서 제작된 클락 브랜든 감독의 1993년 공포, SF, 스릴러 영화이다. 트레이시 그리피스 등이 주연으로 출연하였고 제임스 글렌 두델슨 등이 제작에 참여하였다.

## 출연

### 주연
- 트레이시 그리피스
- 짐 영스

### 조연
- 찰스 네이피어
- 제이 로빈슨
- 윌리엄 샌더슨
- 마이클 J. 폴라드
- 엘로이 카사도스
- 존 푸치
- 색슨 트레이너
- 스테이시 에드워즈
- 존 F. 고프
- 조지 벅 플라워
- 에릭 로슨
- 바바라 발다빈
- 제인 애봇
- 존 잉글
- 워렌 A. 스티븐스
- 트래비스 맥켄나
- 제퍼슨 와그너
- 마이클 리 바론
- 리처드 헤드
- 조셉 루이스 루빈

## 기타
- 협력프로듀서: 샌포드 햄프턴
- 배역: 조셉 다고스타